# جويل بارلو
جويل بارلو هو كاتب ودبلوماسي وشاعر وسياسي أمريكي، ولد في 24 مارس 1754 في Redding, Connecticut ‏ في الولايات المتحدة، وتوفي في 26 ديسمبر 1812 في Żarnowiec, Silesian Voivodeship ‏ في بولندا بسبب ذات الرئة. انتخب سفير.

## وصلات خارجية
- جويل بارلو على موقع الموسوعة البريطانية (الإنجليزية)
- جويل بارلو على موقع إن إن دي بي (الإنجليزية)